# Cracau (Magdeburg)

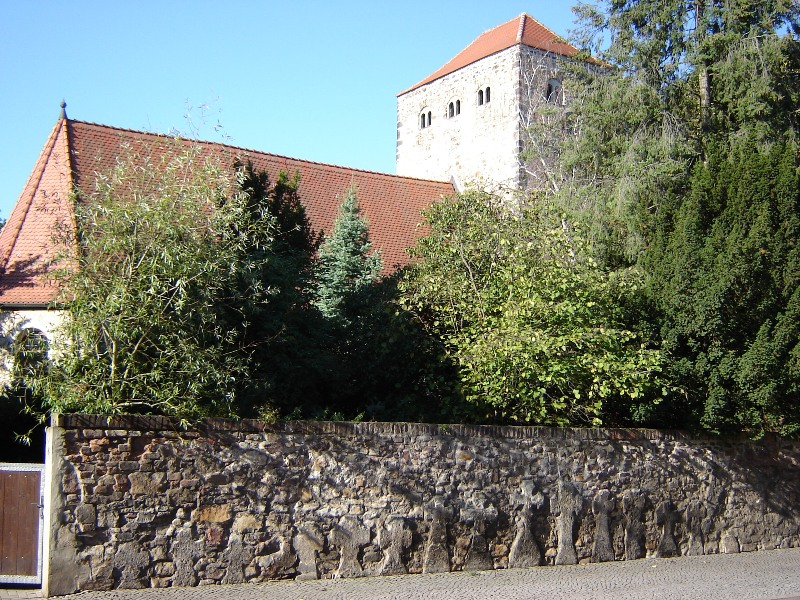
St.-Briccius-Kirche

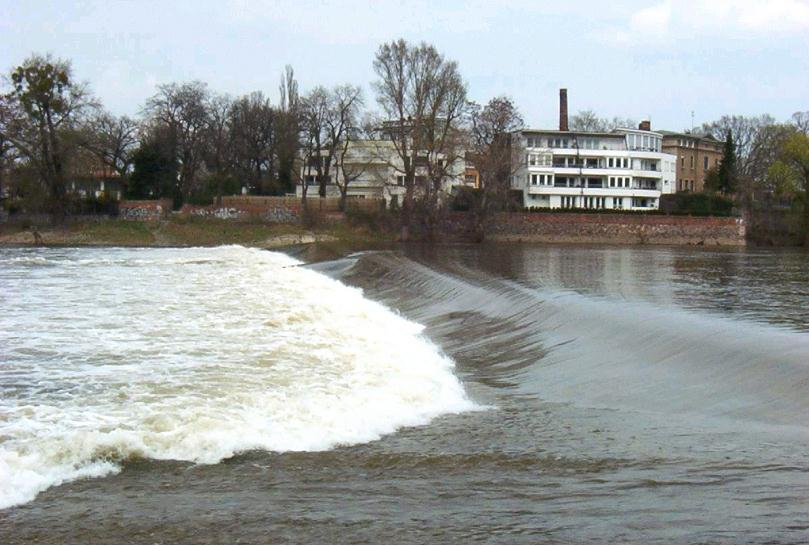
Cracauer Wasserfall

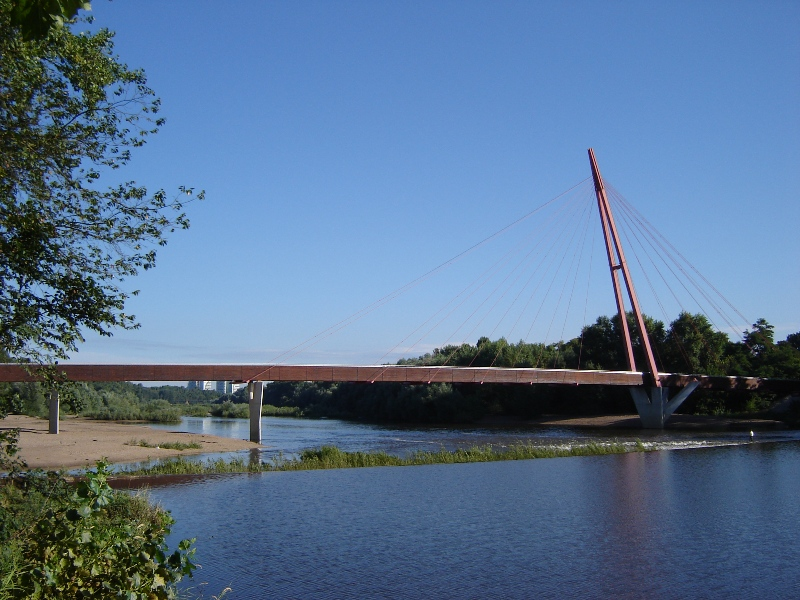
Pylonbrücke

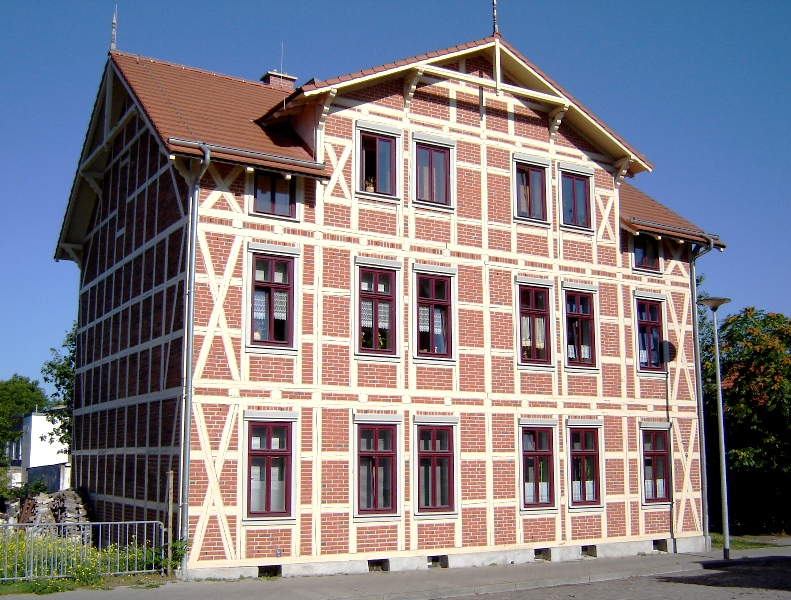
Rayonhaus

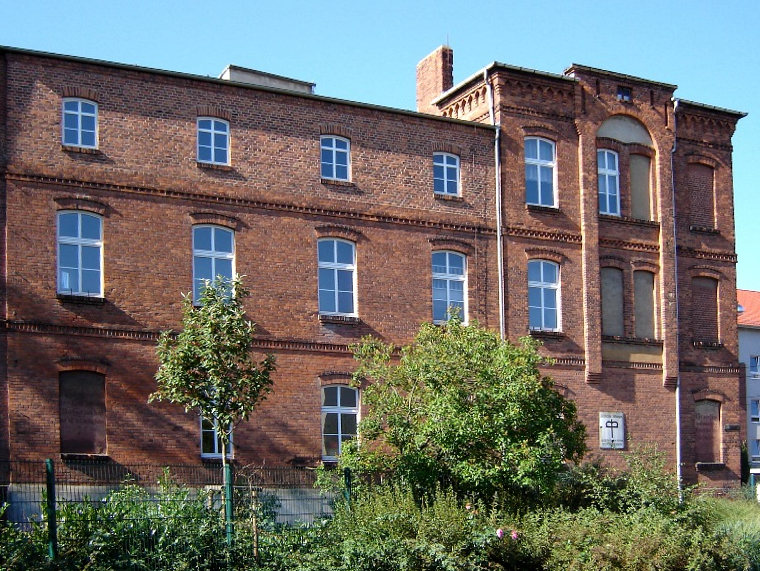
Eckgebäude Pfeifferstraße der Pfeifferschen Stiftungen

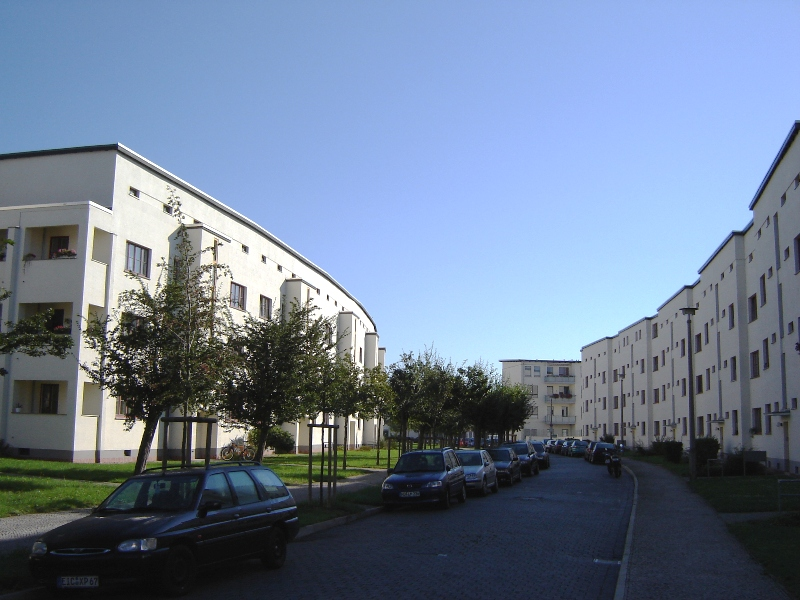
Siedlung Cracau

Cracau ist ein Stadtteil der sachsen-anhaltischen Landeshauptstadt Magdeburg. Auf einer Fläche von 2,6 km² leben 8089 Einwohner (Stand: 31. Dezember 2021).

## Geographie
Der Stadtteil liegt direkt am Ostufer der Elbe auf einer Höhe zwischen 45 und 50 Metern über dem Meeresspiegel. Von der Ortsmitte Cracaus zum Stadtzentrum Magdeburgs sind es 2,1 Kilometer. Es besteht eine direkte Straßenbahnverbindung. Die benachbarten Stadtteile von Nord nach Süd sind Brückfeld, Berliner Chaussee, Zipkeleben und Prester. Städtebaulich ist Cracau als reine Wohnsiedlung einzuordnen.

## Geschichte
Durch Ausgrabungsfunde ist erwiesen, dass das Gebiet des heutigen Cracaus bereits zur römischen Kaiserzeit (um 300 n. Chr.) auf zwei hochwasserfreien Sandinseln von Germanen besiedelt war. Später ließen sich dort Slawen nieder, die dem Ort in ihrer Sprache den Namen Krakov gaben, der als „Ort des Krak“ gedeutet werden kann. Die Siedlung war weitgehend von Sumpfwiesen umgeben, doch gab es bereits mit dem Gübser Damm eine Wegverbindung nach Osten.
Als Cracowe wird der Ort erstmals 1160 urkundlich im Zusammenhang mit der Ansiedlung holländischer Einwanderer durch den Magdeburger Dompropst erwähnt. Zu dieser Zeit erfolgte die Bebauung entlang eines Straßenkreuzes, das heute die Potsdamer und Babelsberger Straße sowie die Simon- und Burchardstraße bilden. Die erste Kirche wurde offenbar auch von Holländern erbaut; sie wurde am 9. Juli 1164 dem heiligen Briccius geweiht.
Im Laufe des Dreißigjährigen Krieges wurde Cracau von dem kaiserlichen General Pappenheim besetzt. Bei einem Versuch Magdeburger Truppen, Pappenheim am 8. September 1629 zu vertreiben, wurde Cracau weitgehend zerstört. Eine zweite Zerstörungswelle traf den Ort 1631 bei der Erstürmung Magdeburgs durch Tillys Armee. Der Wiederaufbau dauerte bis zur Zeit um 1660, die auch zerstörte St.-Briccius-Kirche war erst 1661 wiederhergestellt. In den folgenden dreihundert Jahren behielt Cracau seinen dörflichen Charakter und seine Bewohner lebten vorwiegend von der Landwirtschaft.
1883 wurde eine neue Schule errichtet. Mit der Industrialisierung im 19. Jahrhundert wandelte sich das bisherige Dorf allmählich zu einer Arbeitersiedlung. Die dadurch eingeleitete enge Bindung zu Magdeburg führte 1910 zur endgültigen Eingemeindung. Im Amtsblatt war zu lesen: „Am 1. April 1910 Abtrennung der Landgemeinde Krakau vom Landkreise Jerichow I und Zulegung zum Stadtkreis Magdeburg“ in der Stadtgemeinde Magdeburg.
Bereits 1889 hatte der Magdeburger evangelische Superintendent Gustav Adolf Pfeiffer mit der Gründung des Pflegehauses Johannisstift, das in den Folgejahren kontinuierlich zu einer Pflegeanstalt für Gebrechliche und Körperbehinderte und bis heute zu dem großen Krankenhaus- und Pflegekomplex „Pfeiffersche Stiftungen“ weiterentwickelt wurde, die Bedeutung Cracaus erheblich gesteigert. Schon bald nach der Eingemeindung entstanden Pläne für eine weitere Bebauung des Stadtteils in nordöstlicher Richtung. Sie wurden schließlich in den Jahren zwischen 1929 und 1938 mit der Errichtung der Siedlung Cracau vorwiegend in den Formen der Architektur des so genannten „Neuen Bauens“ der 1920er Jahre realisiert. Die Grundlagen hatte der ehemalige Stadtbaurat und bekannte Architekt Bruno Taut 1923 mit seinem Generalsiedlungsplan geschaffen, während die Architekten Johannes Göderitz und Carl Krayl die Ausführung übernahmen. Nachdem der Bau der Siedlung 1938 im Wesentlichen abgeschlossen war, konnte sie mit den etwa 2000 Wohnungen als eines der größten Komplexe des sozialen Wohnungsbaus gelten. Mit einer 5400 Meter langen Straßenbahntrasse, die am 13. November 1928 in Betrieb genommen wurde, verbesserte sich die Infrastruktur weiter, und Cracau hatte endgültig städtischen Charakter angenommen.
Während die Innenstadt Magdeburgs während des Zweiten Weltkrieges durch Bombenangriffe nahezu dem Erdboden gleichgemacht wurde, erlitt Cracau vergleichsweise nur geringe Bombenschäden. Während das westlich der Elbe gelegene Stadtgebiet Magdeburgs bereits am 18. April 1945 von amerikanischen Truppen eingenommen worden war, besetzte die Rote Armee erst am 5. Mai 1945 Cracau. Der sowjetische Stadtkommandant setzte für die östlichen Stadtgebiete eine eigene Stadtverwaltung ein, die bis zur völligen Übernahme Magdeburgs durch die Rote Armee am 1. Juli 1945 tätig war. Magdeburg wurde zur sowjetischen Garnisonsstadt, was für Cracau zur Folge hatte, dass in mehreren Straßenzügen in Elbnähe die Hauseigentümer zu Gunsten sowjetischer Offizierswohnungen enteignet wurden. Bis zum Ende der DDR-Herrschaft wurde die Infrastruktur Cracaus nicht wesentlich weiterentwickelt, abgesehen vom Bau der katholischen Kirche St. Andreas im Jahre 1951, am östlichen Rande des Stadtteils dem 40.000 Zuschauer fassenden Ernst-Grube-Stadion im Jahre 1955 und der geringfügigen Erweiterung der Siedlung Cracau.
Nach 1990 entwickelte sich Cracau rasch zu einem der beliebtesten Wohngebiete Magdeburgs. Durch gezielte kommunale und überregionale Förderprogramme wurde die Siedlung Cracau durchgehend saniert, und es entstanden mehrere neue Siedlungsgebiete sowohl für Mehrfamilienhäuser als auch für Eigenheime. Einen Höhepunkt des städtebaulichen Geschehens stellt der Neubau des Stadions Magdeburg dar – einer modernen Fußballarena an der Stelle des vormaligen Ernst-Grube-Stadions.

## Einwohnerentwicklung
- 1782: 265
- 1840: 459
- 1900: 3.912
- 1933: 4.936
- 1946: 5.547
- 1998: 7.559
- 2006: 8.710

## Sehenswürdigkeiten
Die im Stadtteil vorhandenen Kulturdenkmale sind im örtlichen Denkmalverzeichnis aufgeführt.
Im Südwesten Cracaus steht die 1661 erbaute St.-Briccius-Kirche mit romanischem Turm und frühbarockem Kirchenschiff. Auf dem in Cracau befindlichen Ostfriedhof Magdeburg befindet sich die denkmalgeschützte Ruhestätte Gustav Adolf Pfeiffers.
Ebenfalls in diesem historischen Teil Cracaus stehen neben den wenigen erhaltenen Bauernhäusern auch einige Rayonhäuser. Diese wurden nach den Vorschriften für den so genannten Festungsrayon im Fachwerkstil in der Mitte des 19. Jahrhunderts errichtet. Ende der 1990er Jahre wurde eines dieser Gebäude in der Burchardstraße grundlegend saniert.
In den „Alte Elbe“ genannten Elbarm wurde auf der Höhe Cracaus ein Wehr eingebaut, das allgemein „Cracauer Wasserfall“ genannt wird.
Nördlich des Wehrs wurde 1996 die Brücke am Wasserfall als Fußgängerbrücke über die Alte Elbe errichtet. Sie ist 232,5 Meter lang und wurde als Schrägseilbrücke mit einem einschließlich Pfeiler 42 Meter hohen A-förmigen Stahlpylon ausgeführt.